# Риза Господня
Ри́за Госпо́дня — реликвия в христианстве.
По одному из преданий, риза Господня — это бесшовный хитон, полученный по жребию одним из римских воинов, бывших при распятии Иисуса Христа (Ин. 19:23-24) — грузином, который затем принёс её в Иберию (Грузию), где она и сохранилась.
По другой версии, Хитон Господа Иисуса Христа, о котором бросили жребий воины при Его распятии, был не сшитый, а весь тканый сверху руками Богоматери.
Наконец, есть мнение, что ответ содержится в Священном Писании: Честную Ризу Господа не следует отождествлять с Его нешвенным хитоном — «Воины же, когда распяли Иисуса, взяли одежды Его и разделили на четыре части, каждому воину по части, и хитон; хитон же был не сшитый, а весь тканый сверху. И так сказали друг другу: не станем раздирать его, а бросим о нём жребий, чей будет, — да сбудется реченное в Писании: разделили ризы Мои между собою и об одежде Моей бросали жребий» (Ин. 19:23, 24; Пс. 21:19). Хитон, в отличие от ризы, нельзя было делить, иначе он просто распустился бы на нити.
Об обстоятельствах перенесения хитона и ризы из Иерусалима повествуют разные предания: армянские, грузинские, сирийские, не согласующиеся между собой. В отличие от Хитона, Риза хранилась не под спудом в основании Мцхетского Патриаршего собора Светицховели, а в его сокровищнице.
По месту, где обретался хитон господень, Нина, ездившая в Рим, с благословения иерусалимского патриарха, наконец решилась вступить в дело проповеди Евангелия в Иберии. В сём расположении она была подкреплена видением небесным и в залог успеха получила от Божией Матери крест, сложенный из виноградных лоз.

## Риза в России
В 1617 году Иберию захватил персидский шах Аббас I. Солдаты разорили собор, а Ризу Господню отдали шаху. По настоянию русского посла шах прислал ризу в 1625 году царю Михаилу Фёдоровичу. В приложенном письме шах извещал, что он, покорив Грузию, обрёл ризу в ризнице митрополита, сокрытую в кресте.
Патриарх Филарет собрал о ней достоверные сведения, после чего она была торжественно положена в великолепном ковчеге в шатёр для хранения священных реликвий в московском Успенском соборе и был установлен ежегодный праздник Положения Ризы Господней, 10 июля (по юлианскому календарю), служба для которого составлена Киприаном, митрополитом Крутицким (Положение Честной Ризы Господа нашего Иисуса Христа в Москве).
Часть Ризы хранилась в киевском Софийском соборе, две части — в Санкт-Петербурге (одна — в церкви Спаса Нерукотворенного Образа, находящейся в Зимнем дворце, другая — в соборном храме Петропавловской крепости).
На Западе существует предание, что Риза Господня первоначально найдена была царицей Еленой в Палестине, перенесена в Трир и в 328 году положена в Трирском соборе. Предание это появилось только в 1196 году, а народное почитание Ризы установлено в 1512 году. Возможно, речь идёт о разных частях Ризы.
В 2002 году одна из частей ризы была найдена в Ярославском музее-заповеднике научным сотрудником Еленой Бурдаковой. 9 апреля 2004 года, в Великую пятницу, она была передана Русской православной церкви и положена для поклонения в Спасо-Введенском Толгском монастыре. С 1 декабря 2007 года находится в храме Христа Спасителя. Частицу в ковчеге выносят в праздник Положения Ризы Господней (23 июля по новому стилю). Ещё одна частица ризы находится в Христорождественском соборе Рязанского кремля и ежедневно доступна для поклонения.
На встрече в Кремле 19 ноября 2007 года президент России Владимир Путин вручил патриарху Алексию II ковчег с частицей Ризы Господней.

## Прочие сведения
Хитон изображён на гербе князей Багратиони. Девизом семьи является латинская фраза «хитон же был не сшитый, а весь тканый сверху».